# Scopula tincta
Scopula tincta là một loài bướm đêm trong họ Geometridae.